# 岩內站 (日本)

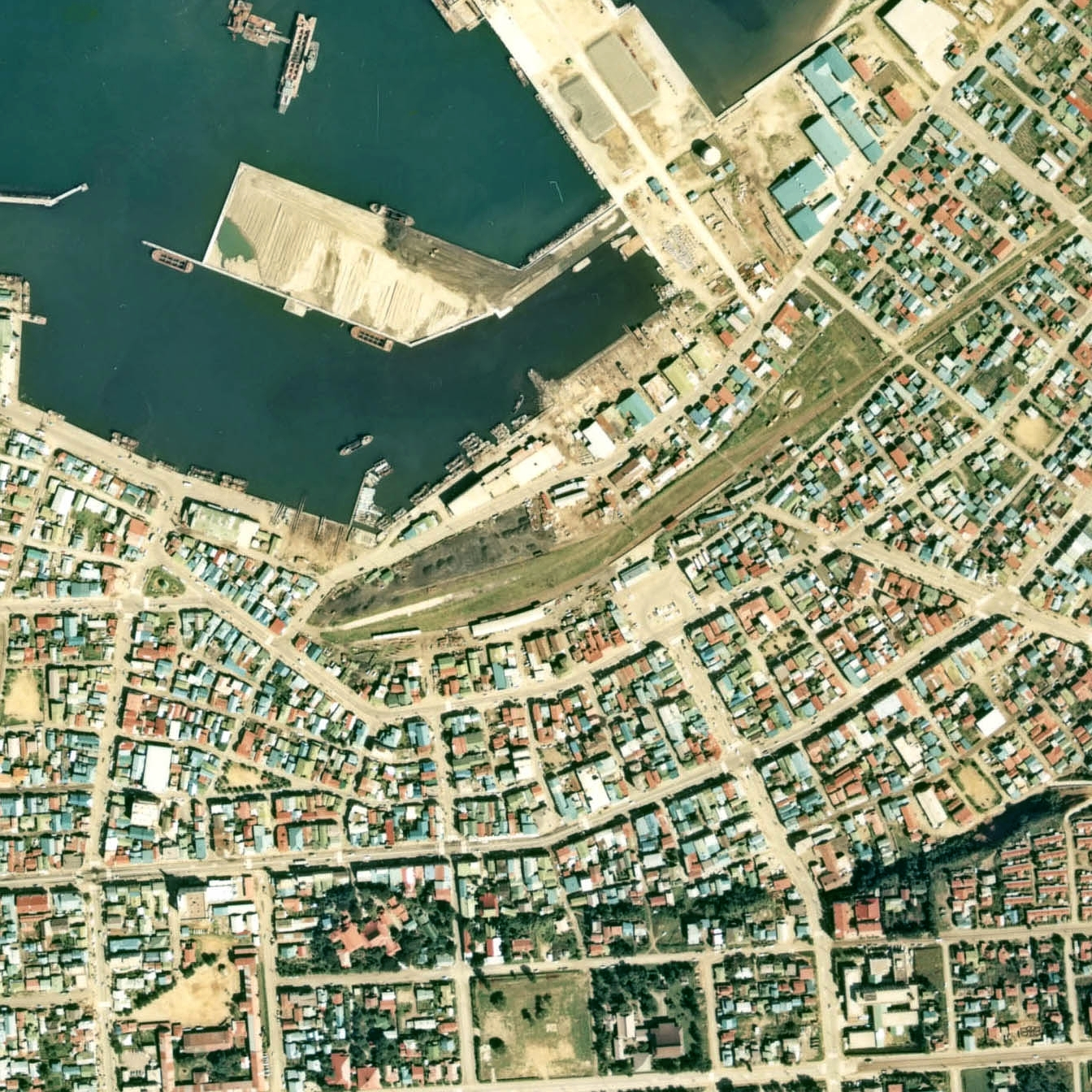
1976年的岩內站與方圓約1公里範圍。車站大樓左邊白色大型上蓋物體是貨物月台。車站後方靠近小澤一方還有轉車盤。曾經在左邊至岸邊一帶設有茅沼煤礦之儲炭堆場。當時部分堆場遷移至岩內港之填海地，而站內堆場只剩下少於1/3，該處大部分倉庫變成房屋和道路。

岩內站（日语：／ Iwanai eki */?）是位於北海道岩內郡岩內町字萬代，日本國有鐵道的岩內線車站（廢站）。隨著岩內線廢除，車站在1985年（昭和60年）7月1日廢除。
在1980年（昭和55年）前行走的（不再駛入岩內線）準急（後來變為急行）「雷電」（岩內線内為普通列車）以此站作為到發站。

## 歷史
- 1912年（大正元年）11月1日 - 鐵道院岩內輕便線小澤站至岩內站之間開通，此站啟用[1]。當時為一般車站。
- 1922年（大正11年）9月2日 - 路線名改為岩內線。
- 1931年（昭和6年）11月27日 - 茅沼煤礦選煤場至岩內港之間設置約10公里索道。鋪設專用線至索道原動所[注 1]。
- 1946年（昭和21年）10月27日 - 茅沼煤礦專用鐵道（日语：茅沼炭鉱専用鉄道）岩內至發足之間開通。連接岩內港的索道廢除（發足站替代索道）。
- 1949年（昭和24年）8月20日 - 車站大樓翻新[2]。
- 1954年（昭和29年）9月26日 - 發生岩內大火（日语：岩内大火），使車站大樓全被燒毀[2]。
- 1955年（昭和30年）12月27日 - 車站大樓落成。大樓是一座加強鋼筋建築物（部分二層高）[2]。
- 1962年（昭和37年）11月12日 - 茅沼煤礦專用鐵道線廢除。
- 1984年（昭和59年）2月1日 - 結束處理貨物和行李。
- 1985年（昭和60年）7月1日 - 岩內線廢除，此站也廢除。

## 車站構造
截至車站廢除前，此站是地面車站，設有1面1線的單式月台。月台位於路軌南邊（岩內方向的列車會開啟左邊車門）。曾經此站由於有許多貨運列車，因此設有許多側線，車站範圍較大。截至1983年（昭和58年），大部分路軌被撤走，客運列車的到發線北邊設有沒有月台的副本線。另外站內也設有客運側線、貨物側線和貨物月台。月台上設有庭園和花壇。
此站是職員配置站，車站大樓位於站內南邊，鄰接連接月台中央部分。大樓是一座宏偉的建築。

## 使用狀況
- 在1981年度（昭和56年度），1日上下車人次為392人[3]。

## 車站周邊
- 國道276號（日语：国道276号）（尻別國道）、國道229號（日语：国道229号）
- 北海道道270號岩內港線（日语：北海道道270号岩内港線）
- 道之驛岩內（日语：道の駅いわない） - 在車站廢除後，設遺址開設道之驛。
- 岩內町公所
- 共和町公所前田出張所
- 岩內警署（日语：岩内警察署）
- 岩內警署海洋廣場交番
- 岩內郵局（日语：岩内郵便局）
- 岩內高台郵局
- 北海道信用金庫（日语：北海道信用金庫）岩內分店
- 北海道信用金庫岩內分店高台出張所
- 北洋銀行岩內中央分店
- 北海道銀行岩內支店
- 共和農業協同組合（JA共和）岩內分所
- 岩內郡漁業協同組合
- 岩內地方文化中心
- 木田金次郎（日语：木田金次郎）美術館
- 岩內港
- 岩內神社
- 歸厚院 - 在東京以北最大的[[大佛]（]阿彌陀佛，高約7米）[5]。為岩內町指定有形文化財（美術工藝品）。
- 東山遺蹟- 在繩文時代前期至中期之圓筒土器文化圈（日语：円筒土器文化圏）遺蹟[5]。
- 岩內町鄉土館
- 岩內運動公園 - 公園內展出了D51 159[6]。

## 現況
所有鐵路相關設施均被撤走，遺址變成了道之驛岩內和岩內巴士總站（北海道中央巴士、二世古巴士）。另外，該處展出了車站啟用當初的相片，以及建立了紀念碑。

## 相鄰車站
日本國有鐵道
岩內線
西前田－岩內

## 注腳